# Kasteel van Grâce
Het Kasteel van Grâce (ook wel: Kasteel van Courtejoie) was een kasteel in Grâce-Berleur, gelegen nabij de huidige Rue Rhéna 5.

## Geschiedenis
Vanaf de 13e tot de 17e eeuw behoorde het achtereenvolgens tot de families Boileau en Courtejoie. In een acte van 1436 komt ene Antoine de Boileau als eigenaar voor. De laatste eigenaar vanaf begin 19e eeuw was de familie de Fabribeckers.
Het kasteel, zetel van de heren van Grace, had een donjon die meer dan 20 meter hoog was en vijf verdiepingen telde. In 1653 werd het kasteel verbouwd in opdracht van Lamoral de Courtejoie en zijn vrouw, Anne-Marie d'Oyenbrugge.
Het kasteel werd getekend door Remacle Leloup (begin 18e eeuw) en toonde toen een vierkant bouwwerk met vierkante en ronde hoektorens, gegroepeerd om een 13e-eeuwse kern.
Zowel het kasteel als de bijbehorende boerderijgebouwen werden omringd door een muur.

## Huidige situatie
Tot in de 20e eeuw verviel het kasteel, en veel is er niet meer van overgebleven. De kasteelboerderij bestaat nog wel. Het is een langgerekt gebouw, dat een woonhuis, schuren en stallen omvat. Ook grote delen van de omringende muur zijn nog aanwezig.